# 地洼学说
地洼学说（diwa theory）是一种大陆地壳构造学说，由中国地质学家陈国达创立。
陈国达于1950年代指出，中国东部的“中国地台”在中生代中期以前的地壳演化情况可以通过“地槽－地台学说”进行解释，然而在三叠纪末期或侏罗纪之后，“中国地台”已大部分衰亡，并转化成为新型活动区。因此，他于1956年在传统的两类大陆地壳构造单元“地槽区”（活动区）与“地台区”（稳定区）的基础上，提出了第三类构造单元，并称之为“活化区”或“活化地台”。1959年因其主要特征为区内出现地洼盆地，于是更名为“地洼区”。
他还认为，地壳演化过程是在“活动区”与“稳定区”之间相互转化、螺旋式发展的，地洼阶段之后可能还会有其他基本构造单元，故称之为“地壳动定转化递进律”。此外他还提出了地洼（递进）成矿理论，认为地洼阶段是重要的成矿阶段，并因为强烈的地质活动而常形成“多因复成矿床”。1977年，他又在原先的研究基础上提出地幔蠕动热能聚散交替假说，用以解释地壳演化递进律的动力来源。